# Hrant Shahinyan
Hrant Shahinyan (né le  30 juillet 1923 à Gyulagarak et mort le 29 mai 1996) russifié en Grant Shahinyan est un gymnaste soviétique.

## Palmarès

### Jeux olympiques
- Helsinki 1952
  -  médaille d'or au concours général par équipes
  -  médaille d'or aux anneaux
  -  médaille d'argent au concours général individuel
  -  médaille d'argent au cheval d'arçons

### Championnats du monde
- Rome 1954
  -  médaille d'or au cheval d'arçons
  -  médaille d'or au concours général par équipes
  -  médaille de bronze au concours général individuel